# Asanbosam
 (mai 2014).
Si vous disposez d'ouvrages ou d'articles de référence ou si vous connaissez des sites web de qualité traitant du thème abordé ici, merci de compléter l'article en donnant les références utiles à sa vérifiabilité et en les liant à la section « Notes et références ».
 (août 2023).
L'Asanbosam (ou Sasabonsam) est, dans le folklore des Ashantis du Ghana, de la Côte d'Ivoire et du Togo, une créature humanoïde semblable à un vampire.

## Description
Selon les légendes, l'Asanbosam aurait des dents de fer et des jambes tordues se terminant par crochets en fer en guise de pieds. Ces derniers lui permettaient de s’accrocher aux branches des arbres dans lesquels il vit, la tête vers le bas à la manière des chauve-souris, le temps d'attendre sa proie. Certains mythes leurs confèrent également des griffes et des cornes.
Si certaines sources affirment que Asanbosam et Sasabonsam sont une seule et même créature, d'autre font au contraire la distinction entre ses deux êtres folkloriques. Le premier serait plus similaire à un être humanoïde, là où le second aurait des ailes similaires à celles d'une chauve-souris pouvant faire jusqu'à vingt mètres de long.
Le folklore Ashanti mentionné également le vampire Obayifo, une créature contrôlée par une sorcière. Cet être malfaisant quitterait son corps à la nuit tombée pour aller se nourrir de sang d'enfant, et détruire les récoltes en en aspirant la sève et les sucs vitaux. Le terme "obayifo" vient du mot Ashanti "bayi" signifiant "sorcellerie".

## Culture populaire
- dans l'album Hate Spell du groupe de metal botswanais Skinflint, le troisième morceau est intitulé Sasabonsam.